# Hans Reichenbach

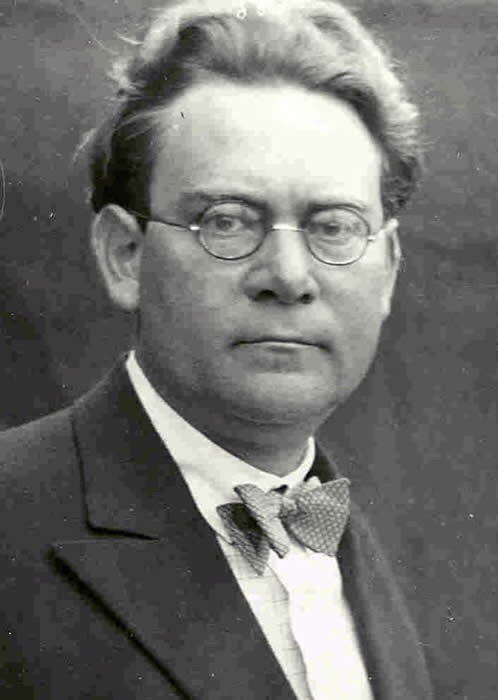
Hans Reichenbach 1933

Hans Reichenbach, född den 26 september 1891 i Hamburg, död den 9 april 1953 i Los Angeles, var en tysk fysiker, logiker och filosof.
Reichenbach var professor i filosofi i Berlin 1926-33, Istanbul 1933-38 och från 1938 vid Californiauniversitetet i Los Angeles. Reichenbach var ledare för Berlinkretsen, The society for empirical philosophy, en riktning inom den logiska empirismen samtida med Wienkretsen.
Tillsammans med Rudolf Carnap redigerade Reichenbach de två kretsarnas gemensamma tidning Erkenntnis. Reichenbach ägnade sig åt de empiriska vetenskapernas filosofi, framför allt problemen om tid och rum, kausalitet, induktion och sannolikhet samt den moderna fysikens logiska struktur. Reichenbach avvisar teorin om tid och rum såsom givna a priori.
När Adolf Hitler kom till makten i januari 1933, tvingades Reichenbach att lämna sin professur i Berlin och han flydde kort därefter till Turkiet. Bland Reichenbergs lärare märks bland andra Ernst Cassirer, Max Born, David Hilbert, Arnold Sommerfeld, Albert Einstein och Max Planck.
De mest kända av Reichenbachs arbeten är Philosophic foundations of quantum mechanics (1944), Elements of symbolic logic (1947) och The rise of scientific philosophy (1952).